# Metro automático AnsaldoBreda

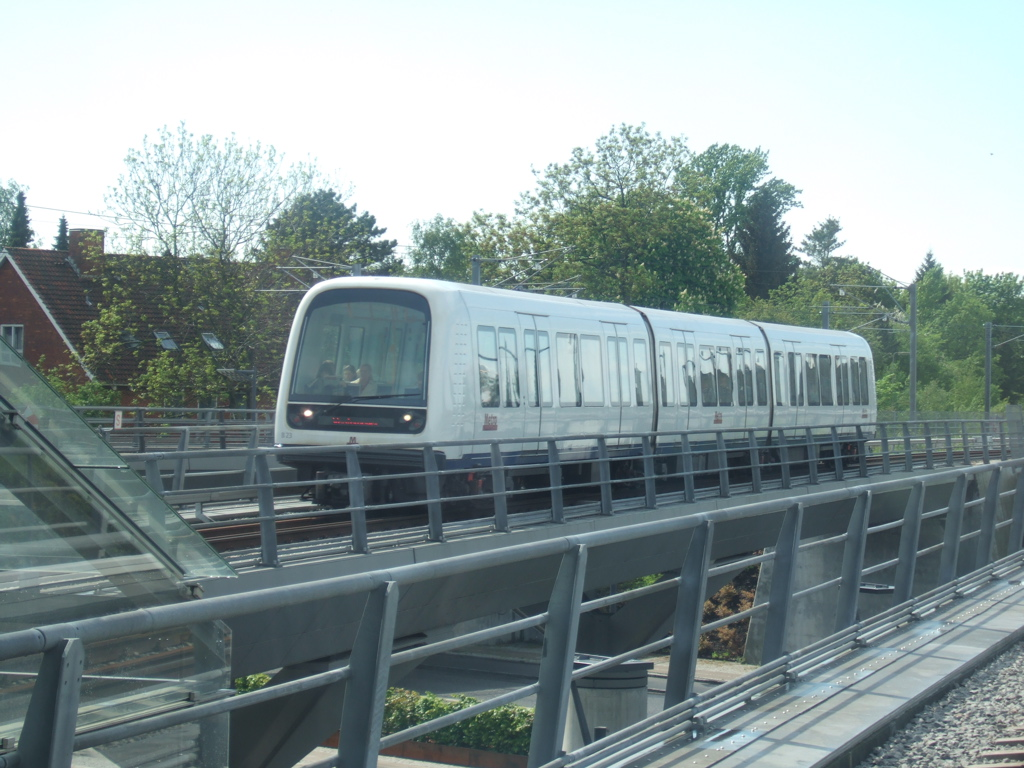

El metro automático AnsaldoBreda es un tipo de tren eléctrico (metro) sin conductor y su correspondiente sistema de señalización creados por la empresa italiana AnsaldoBreda. Se utiliza en el metro de Copenhague y en un futuro está prevista su instalación en otras líneas.

## Material rodante

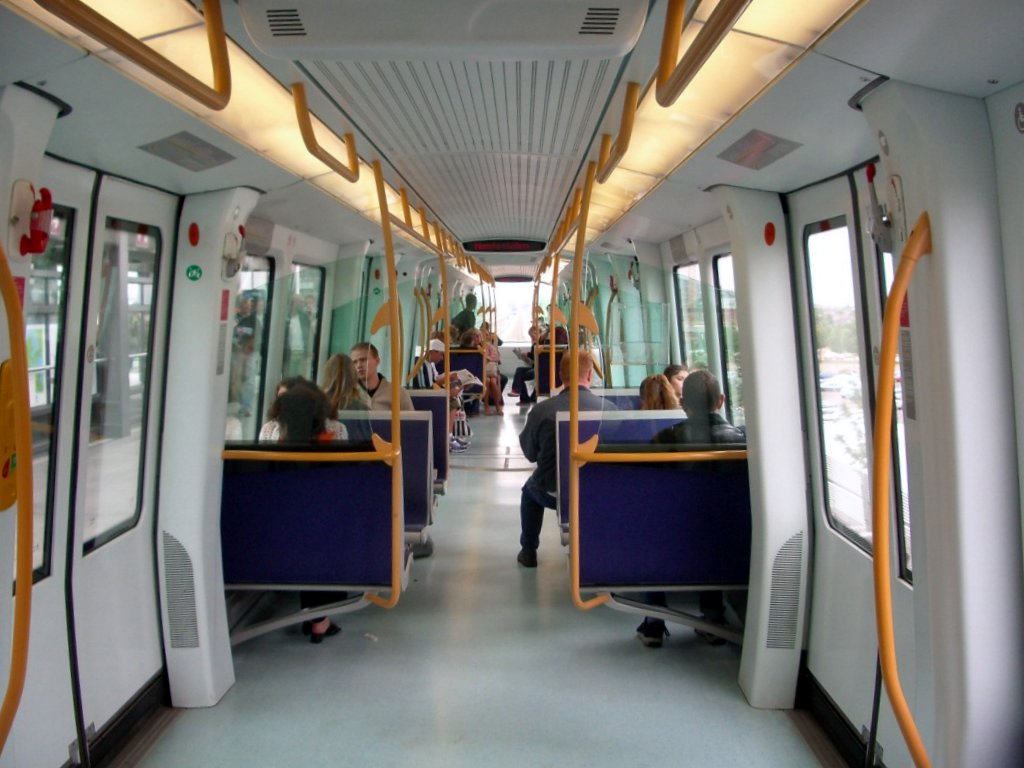
Interior de una unidad del metro de Copenhague

El material rodante utiliza un cuerpo estándar articulado. El número de coches de cada composición varía de 3 a 6, con trenes de 39 a 109 metros. Por lo general tienen 2.65 metros de ancho, aunque los del metro de Roma tendrán 2.85 metros. Las unidades varían entre 3.4 y 3.85 metros. Cada coche tiene dos puertas en cada lado, que tienen 1.3 metros de paso. Los trenes fueron diseñados por Giugiaro Design.
Los trenes de tres y cuatro coches tiene seis motores trifásicos asíncronos, cada uno con una potencia de 105 o 128 kW, dando a cada tren de 630 o 764 kW. En cada coche, los dos motores son alimentados por el IGBT propio del coche, transformando los 750 voltios (1 500 en el caso del metro de Roma) directos del tercer raíl en corriente alterna trifásica utilizada en los motores. La velocidad máxima es de 80 o 90 km/h, con una capacidad de aceleración o deceleración de 1.3 m/s2. En ancho de vía es estándar y se utilizan puertas automáticas en los andenes de estaciones subterráneas.
| Red                 | Línea   | Fecha de apertura | Trenes | Coches | Longitud | Ancho | Potencia | Velocidad máxima |
| Red                 | Línea   | Fecha de apertura | Trenes | Coches | m        | m     | kW       | km/h             |
| ------------------- | ------- | ----------------- | ------ | ------ | -------- | ----- | -------- | ---------------- |
| Metro de Brescia    | —       | 2013              | 18     | 3      | 39.0     | 2.65  | 630      | 80               |
| Metro de Copenhague | M1 y M2 | 2002              | 34     | 3      | 39.0     | 2.65  | 630      | 90               |
| Metro de Milán      | 5       | 2013              | —      | 4      | 39.0     | 2.65  | 630      | 80               |
| Metro de Roma       | C       | 2015              | 30     | 6      | 109.4    | 2.85  | —        | 90               |
| Metro de Tesalónica | —       | 2012              | 18     | 4      | 51.0     | 2.65  | 764      | 90               |

## Automatización
El sistema es controlado por un sistema informático completamente automatizado, localizado en el centro de mantenimiento. El control automático del tren (ATC) dispone de tres subsistemas: ATP (protección automática del tren), ATO (operación automática del tren) y ATS (supervisión automática del tren). El ATO es responsable de mantener la velocidad, de asegurarse de que las puertas están cerradas antes de partir y de que las agujas están correctamente configuradas. El sistema usa cantones fijos, excepto en el entorno de las estaciones donde se utiliza cantón móvil. El sistema de señalización es diseñado y construido por Union Switch & Signal.

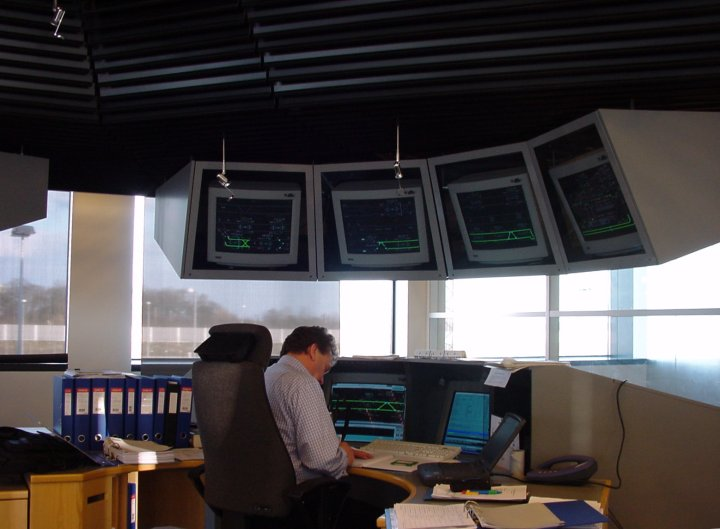
Centro de control del metro de Copenhague

El ATO es el sistema automático que conduce el tren según un horario programado, para el tren en las estaciones y opera las puertas. El ATS monitoriza todos los componentes de la red, incluyendo las vías y todos los trenes en el sistema, y muestra un esquema en directo de la situación de la red en el centro de control. El sistema de control del tren está diseñado de tal modo que sólo el ATP es un sistema crítico para la seguridad, que detiene a los demás sistemas si tienen fallos. Otros aspectos, como la alimentación eléctrica, la ventilación, las alarmas de seguridad y las cámaras son controladas por otro sistema independiente.
La tarea de mantenimiento más habitual es el torneado de las ruedas. Para las reparaciones complejas se cambia el sistema completo y se envía al fabricante para su reparación. En el centro de control mantenimiento se basan trenes de trabajo, lo que incluye una locomotora diésel que es capaz de apartar trenes averiados. Este centro necesita la presencia de un mínimo de cuatro trabajadores. Dos monitorizan el sistema de control, uno monitoriza la información al pasajero y el último se encarga de los sistemas secundarios, como la alimentación eléctrica. En caso de problemas técnicos, siempre hay un equipo de trabajadores que pueden ser enviados a realizar reparaciones. Además existen más trabajadores como personal de ayuda a los pasajeros y controladores de billetes.

## Redes

### Brescia

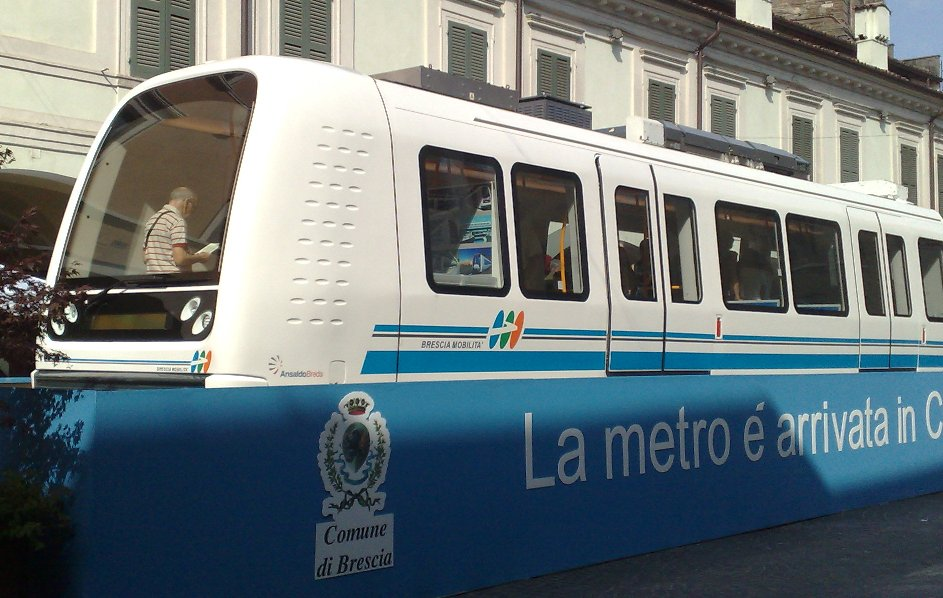
Tren del metro de Brescia

El metro de Brescia es una red cuya inauguración está prevista para 2013 en Brescia, Italia. Los 18 kilómetros de la red se construirán en 3 fases, y tendrá 18 estaciones.

### Copenhague
El metro de Copenhague dispone de dos líneas, que completan 20.5 kilómetros y 22 estaciones. La red abrió entre 2002 y 2007, y conecta el centro de la ciudad con las áreas de Frederiksberg y Amager y con el aeropuerto de Copenhague. La próxima extensión, la línea circular, se encuentra en construcción y está prevista su inauguración en 2018. El metro tiene 34 trenes de tres coches y opera con una frecuencia de entre 2 y 20 minutos, incluido durante la madrugada En abril de 2008 el metro de Copenhague ganó el premio MetroRail 2008 al mejor metro.

### Milán
Actualmente se encuentra en construcción en Milán la línea 5 de metro, que conectará los suburbios con el centro de la ciudad. La línea se construirá en varias fases, la primera de las cuales tiene prevista su inauguración en 2011 y la cuarta en 2015. Más extensiones están siendo estudiadas. La primera fase, de 5.6 kilómetros, tendrá un coste de 500 millones de euros. La frecuencia será de 75 segundos.

### Lima
Actualmente se encuentra en funcionamiento 5 estaciones de la Línea 2 del Metro de Lima  y un ramal de la Línea 4 (en construcción), las cuales utilizaran el modelo de material rodante Metro Automático GoA4 Driverless que conectará la ciudad de este a oeste en el primer caso y la parte de la línea 4 que unirá el Aeropuerto Internacional Jorge Chávez con la línea 2. La línea se construirá en dos fases, la primera esta en operación con las primeras 5 estaciones desde el 22 de diciembre del 2023. El total de las 2 líneas tendrán un coste de US$5.346 millones.

### Roma
La línea C del metro de Roma se encuentra en construcción, con 25.5 kilómetros de los que 17.6 serán soterrados. La línea tendrá 30 estaciones, de las que 21 serán subterráneas, y transportará 24 000 pasajeros por hora en cada dirección. Metropolitana de Roma ha encargado 30 trenes de 6 coches, que son 20 centímetros más anchos que el resto de trenes del mismo sistema y son capaces de transportar 1 200 pasajeros. La velocidad media será de 35 k/m, con una frecuencia entre 3 y 12 minutos. El coste está estimado en 3 000 millones de euros y abrirá en tres fases, en 2011, 2013 y 2015.

### Taipéi
La línea circular (línea amarilla) del metro de Taipéi servirá de enlace entre las líneas existentes. Los 52 kilómetros de la línea servirán 46 estaciones. Los 15.5 kilómetros de la primera fase tendrán 17 estaciones y está prevista para 2012. Se han encargado 17 trenes para la primera fase.

### Tesalónica
El nuevo metro de Tesalónica, Grecia, lleva en construcción desde 2006, y está planeado que sea inaugurado en 2012 con un coste de 800 millones de euros. Los 9.5 kilómetros de la línea serán por completo subterráneos y servirán 13 estaciones. Para operar, Attiko Metro utilizará 18 trenes de 6 coches.

## Anexos